# Ubi (stacja metra)
Ubi – podziemna stacja Mass Rapid Transit (MRT) w Singapurze, która jest częścią Downtown Line. Została otwarta 21 października 2017. Stacja znajduje się w Geylang, w pobliżu skrzyżowania Ubi Avenue 1 z Ubi Avenue 2